# 익산 미륵사지 석탑
익산 미륵사지 석탑(益山 彌勒寺址 石塔)은 대한민국 전북특별자치도 익산시 금마면 미륵사지에 있으며, 한국에 남아있는 석탑 중 가장 오래된 석탑으로 국보 제11호로 지정되어 있다.
백제 무왕의 재위기간 중인 639년에 만들어진 이 석탑은 백제 석탑의 시원 형식(始原形式)이라고 불리며, 여러 면에서 한국 석탑 전체의 출발점이라 할 수 있다. 해체 당시 높이는 14.2 m로, 원래는 9층으로 추정되는 한국 최대의 석탑이다. 이 석탑은 목조 건물을 석재로 구현하여 백제의 목탑 모습을 잘 보여준다.

## 역사와 특징
미륵사지 석탑이 세워진 시기는 백제 말 무왕(재위 600년 - 641년) 때인 639년이다. 이에 대한 기록은 다음과 같다.
 乃法像彌勒三㑹殿·塔·廊廡各三所創之, 額曰彌勒寺

 
이에 미륵삼회(彌勒三會)의 모습을 본따 전(殿)과 탑(塔)과 낭무(廊廡)를 각각 세 곳에 세우고, 절 이름을 미륵사(彌勒寺)라 하였다.
 — 《삼국유사》 〈기이〉 제2권
 己亥年正月卄九日奉迎舍利

 
기해년(639년) 정월 29일 사리를 받들어 맞이하셨다.
 — 익산 미륵사지 서탑 출토 사리장엄구 중 금제사리봉영기
한국에 남아 있는 가장 오래된 석탑이자 가장 큰 석탑으로, 양식상 목탑에서 석탑으로 이행하는 과정을 충실하게 보여주는 중요한 문화재이다.
이 석탑은 백제 석탑의 시원 형식(始原形式)이라고 불리며, 여러 면에서 한국 석탑 전체의 출발점으로 여겨진다. 화강암을 사용한 이 석탑은 신라식 석탑의 상하기단과 달리, 지복석(地覆石)으로 구획된 사각형의 기단에 사방 3간(間)의 다층탑을 쌓아올린 것이다.
서쪽면 전체와 남쪽면 대부분, 북쪽면의 절반 정도가 무너지고 층수도 6층까지 밖에 남지 않아 2013년 보수를 시작하여 2019년 4월 30일 완료하였다.
미륵사지 동탑은 1991년 노태우 정권 당시 문화재관리국 주관 하에 새로 조성되었다. 이 탑은 7층 또는 9층으로 추정되었는데, 동탑의 복원 설계 중에 9층이었음을 알려주는 부자재가 발견되었다.

## 구조

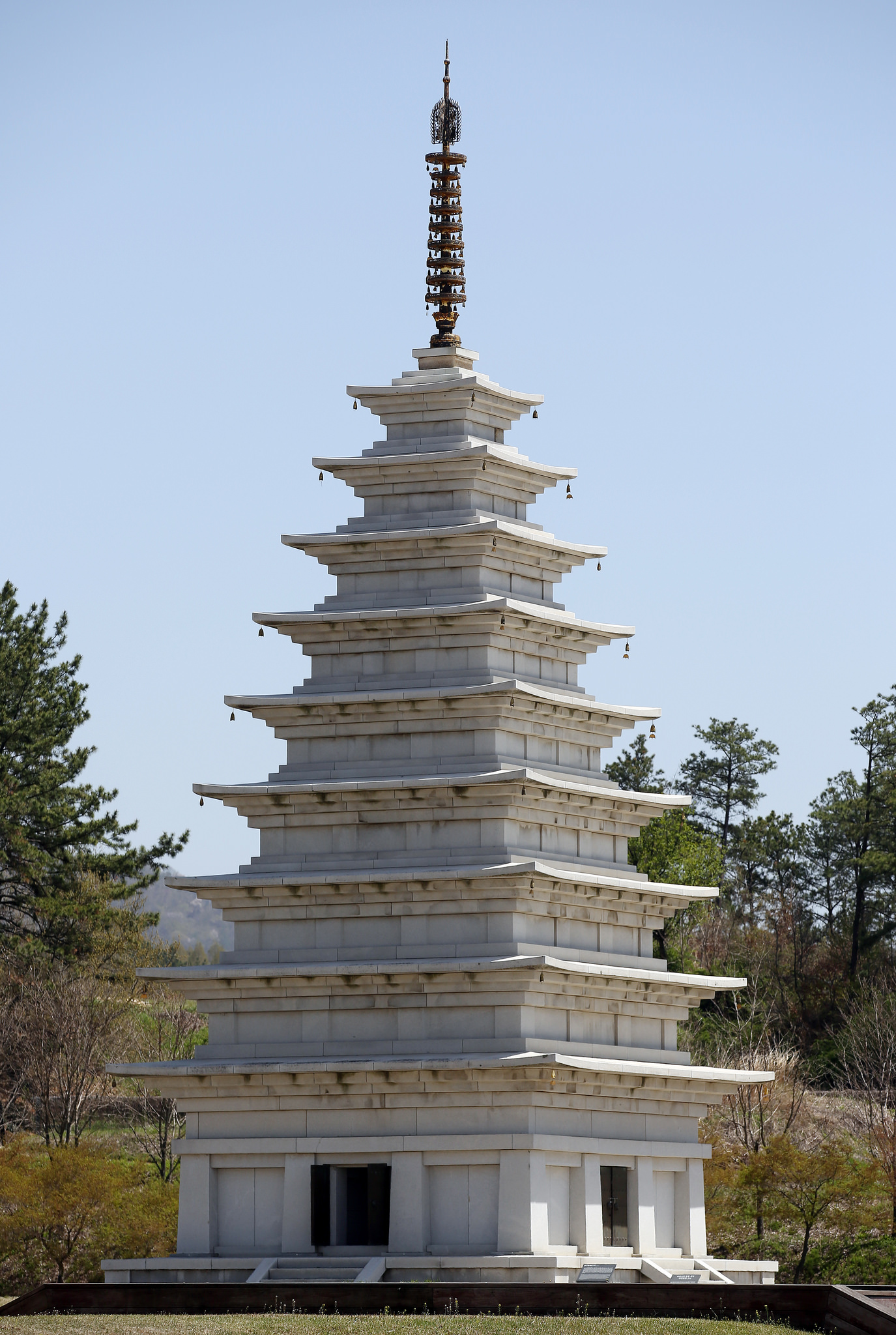
서탑을 본떠 복원한 미륵사지 동탑

미륵사지 석탑은 기단이 목탑과 같이 낮은 1단을 이루었다. 탑신은 1층 몸돌에 각 면마다 3칸씩을 나누고 가운데칸에 문을 만들어서 사방으로 내부가 통하게 만들었으며, 내부 중앙에는 거대한 사각형 기둥을 세웠다. 1층 몸돌의 네 면에는 모서리기둥을 세웠는데, 위아래가 좁고 가운데가 볼록한 목조건축의 민흘림기법을 따르고 있다. 기둥 위에도 목조건축에서 기둥과 기둥을 연결하는 재료인 평방과 창방을 본떠 설치하였다. 지붕돌은 얇고 넓으며, 네 귀퉁이에 이르러서 살짝 치켜 올려져 있다. 2층부터는 탑신이 얕아지고 각 부분의 표현이 간략화되며, 지붕돌도 1층보다 너비가 줄어들 뿐 같은 수법을 보인다.

## 복원
일제강점기인 1915년에 탑의 일시 붕괴를 막기 위해 시멘트로 보수한 부분이 미관상 좋지 않고 향후 추가 붕괴될 우려가 있어서 국가문화재위원회가 1999년 4월 해체 및 보수 정비를 결정하였다. 전라북도는 1998년부터 2000년까지 미륵사지 석탑의 보수 정비 준비를 시작으로 석탑 해체를 위한 가설덧집 공사 등의 공정을 완료하였고, 2001년 10월부터 국립문화재연구소가 본격적인 해체·보수 정비를 시작하였다.
미륵사지 석탑 해체·보수 정비 사업은 당초 2007년에 완료할 계획이었으나, 국보임을 감안하여 신중하게 해체하고 창건 당시 건축 기술을 조사하기 위한 학술 연구를 병행하면서 작업 일정이 늦어져 완료일이 2014년까지로 연장되었다가 2017년 말까지로 다시 미루어졌다.
2017년 12월 원래 남아 있던 6층까지의 수리가 이루어졌고, 2018년 6월 수리를 완료해 7월 중순까지 임시 개방했다. 최종 개방은 주변 정비 후 2019년 4월에 이루어졌다.

## 발굴

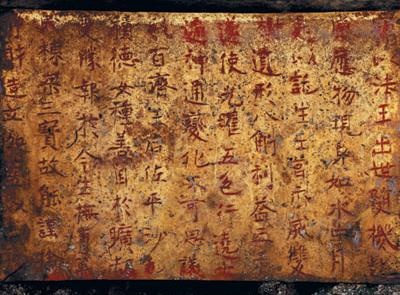
금제사리봉안기

2009년 1월 14일 문화재청 국립문화재연구소가 익산 미륵사지 석탑을 보수·정비하다가 심주(心柱) 상면(上面) 중앙의 사리공(舍利孔)에서 '금제 사리호(金製舍利壺), 금제사리 봉안기(金製奉安記)' 등 사리장엄(舍利莊嚴)을 발견하였다.
높이 13cm, 어깨 폭 7.7cm의 작은 병 금제 사리호도 발견하였다. X선으로 내부를 투시한 결과 내외함(內外函)의 2중 구조로 이뤄져 있음을 확인하였다. 사리호 표면의 다양한 문양과 세공기법은 백제 금속공예의 우수성을 잘 보여준다.
또한 금제 사리봉안기도 발견하였다. 금제 사리봉안기는 가로 15.5cm, 세로 10.5cm 크기의 금판에 음각하고 붉은 칠(주칠)을 해 글씨가 명확하게 드러나도록 했다. 백제왕후가 재물을 희사해 가람(伽藍)을 창건하고, 기해년(639년)에 사리를 봉안해 왕실의 안녕을 기원한다는 내용이 적혀 있다. 이는 미륵사의 창건 목적과 시주(施主), 석탑의 건립연대를 정확히 밝힘으로써 문헌사 연구의 부족한 점을 보완할 수 있는 귀중한 금석문 자료로 평가된다. 금제봉안기에는 시주자인 왕후가 백제 8대 귀족성 중 하나인 '사'씨(沙氏 또는 '사택'씨)의 딸로 기록돼 있어 선화공주가 미륵사지를 조성했다는 삼국유사의 기록과 차이가 있다는 점에서 더욱 주목받았다. 글의 전문은 다음과 같다.
 앞면 
竊以法王出世隨機赴感應物現身如水中月是以託生王宮示滅雙樹遺形八斛利益三千遂使光曜五色行遶七遍神通變化不可思議
我百濟王后佐平沙乇積德女種善因於曠劫受勝報於今生撫育萬民棟梁三寶故能謹捨淨財造立伽藍以己亥
 뒷면 
年正月卄九日奉迎舍利願使世世供養劫劫無盡用此善根仰資 大王陛下年壽與山岳齊固寶曆共地同久上弘正法下化蒼生
又願王后卽身心同水鏡照法界而恒明身若金剛等虛空而不滅七世久遠并蒙福利凡是有心俱成佛道

 앞면 
가만히 생각하건대, 부처님(法王)께서 세상에 나오셔서 중생의 자질(근기, 根機)에 따라 감응(感應)하시고
(중생의) 바람에 맞추어 몸을 드러내심은 물 속에 달이 비치는 것과 같다.
그래서 (석가모니께서는) 왕궁(王宮)에서 태어나시고 사라쌍수 아래에서 열반에 드시면서
8곡(斛)의 사리(舍利)를 남겨 3천 대천세계를 이익되게 하셨다.
(그러니) 마침내 오색으로 빛나는 사리를 7번 요잡(오른쪽으로 돌면서 경의를 표함)하면 그 신통변화는 불가사의할 것이다.
우리 백제 왕후께서는 좌평(佐平) 사택적덕(沙宅積德)의 따님으로 지극히 오랜 세월(광겁, 曠劫)에 선인(善因)을 심어
금생(今生)에 뛰어난 과보(승보, 勝報)를 받아 만백성을 어루만져 기르시고,
불교(삼보, 三寶)의 동량(棟梁)이 되셨기에 능히 정재(淨財)를 희사하여 사찰(가람, 伽藍)을 세우시고,
기해년(己亥年, 639년) 정월 29일에 사리를 받들어 맞이하였다.
 뒷면 
원하옵나니, 세세토록 공양하고 영원토록 다함이 없어서 이 선근(善根)을 자량(資糧)으로 하여
대왕폐하(무왕)의 수명은 산악과 같이 견고하고 치세(보력, 寶曆)는 천지와 함께 영구하여,
위로는 정법(正法)을 넓히고 아래로는 창생(蒼生)을 교화하게 하소서.
또 원하옵나니, 왕후의 신심(身心)은 수경(水鏡)과 같아서 법계(法界)를 비추어 항상 밝히시며,
금강같은 몸은 허공과 나란히 불멸(不滅)하시어 칠세(七世)의 구원(久遠)까지도 함께 복리(福利)를 입게 하시고,
모든 중생들 함께 불도를 이루게 하소서.

2009년에 발견된 미륵사지 사리장엄구는 공예 유물의 연대를 밝혀주는 기준으로 활용될 수 있고, 모호했던 백제 공예사의 계보를 파악할 수 있다는 점에서 의의를 지닌다.

## 같이 보기
- 익산 미륵사지 (사적 제150호)
- 부여 정림사지 오층석탑 (국보 제9호)
- 경주 정혜사지 십삼층석탑 (국보 제40호)
- 대한민국의 국보

## 참고 문헌
- 이 문서에는 다음커뮤니케이션(현 카카오)에서 GFDL 또는 CC-SA 라이선스로 배포한 글로벌 세계대백과사전의 내용을 기초로 작성된 글이 포함되어 있습니다.